# Špancirfest

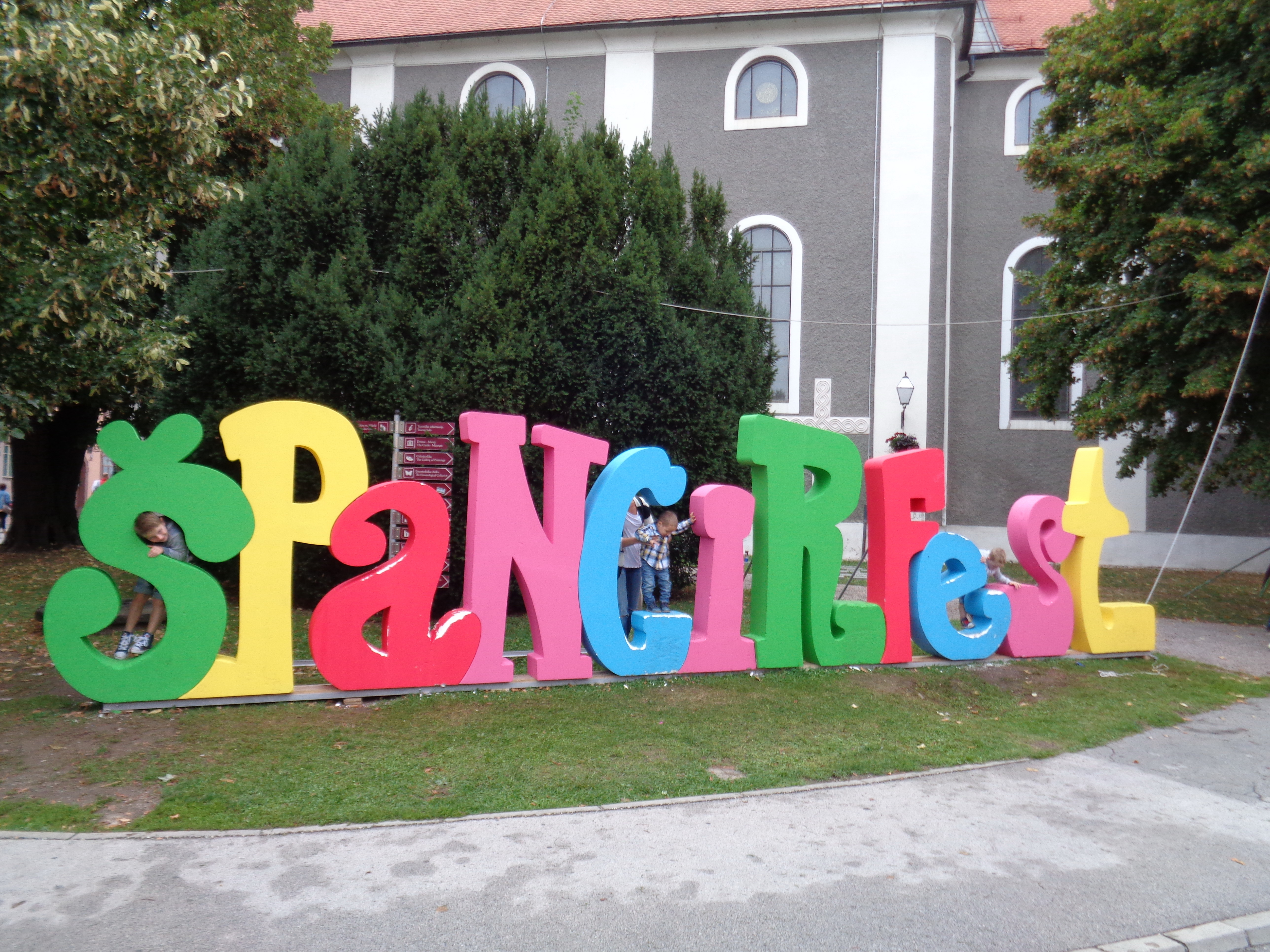

Das Špancirfest ist ein Straßenfest, das seit 1999 in Varaždin stattfindet und jedes Jahr 10 Tage dauert. Es beginnt Ende August und endet Anfang September.
Dieses Straßenfest besteht aus mehreren kleineren Festen:
- Komödienfest (Komödien)
- Hlapecfest (Vorstellungen für Kinder bis 14 Jahre)
- Moderatofest (Konzerte der klassischen Musik)
- Jazzfest (Jazzkonzerte)
- Rhythmusfest (Rock-, Reggae-, Hip-Hop- und Blueskonzerte)
- Straßenfest (Straßenkünstler, Akrobaten, Straßenmusikanten, Jongleure, Puppenspiele)

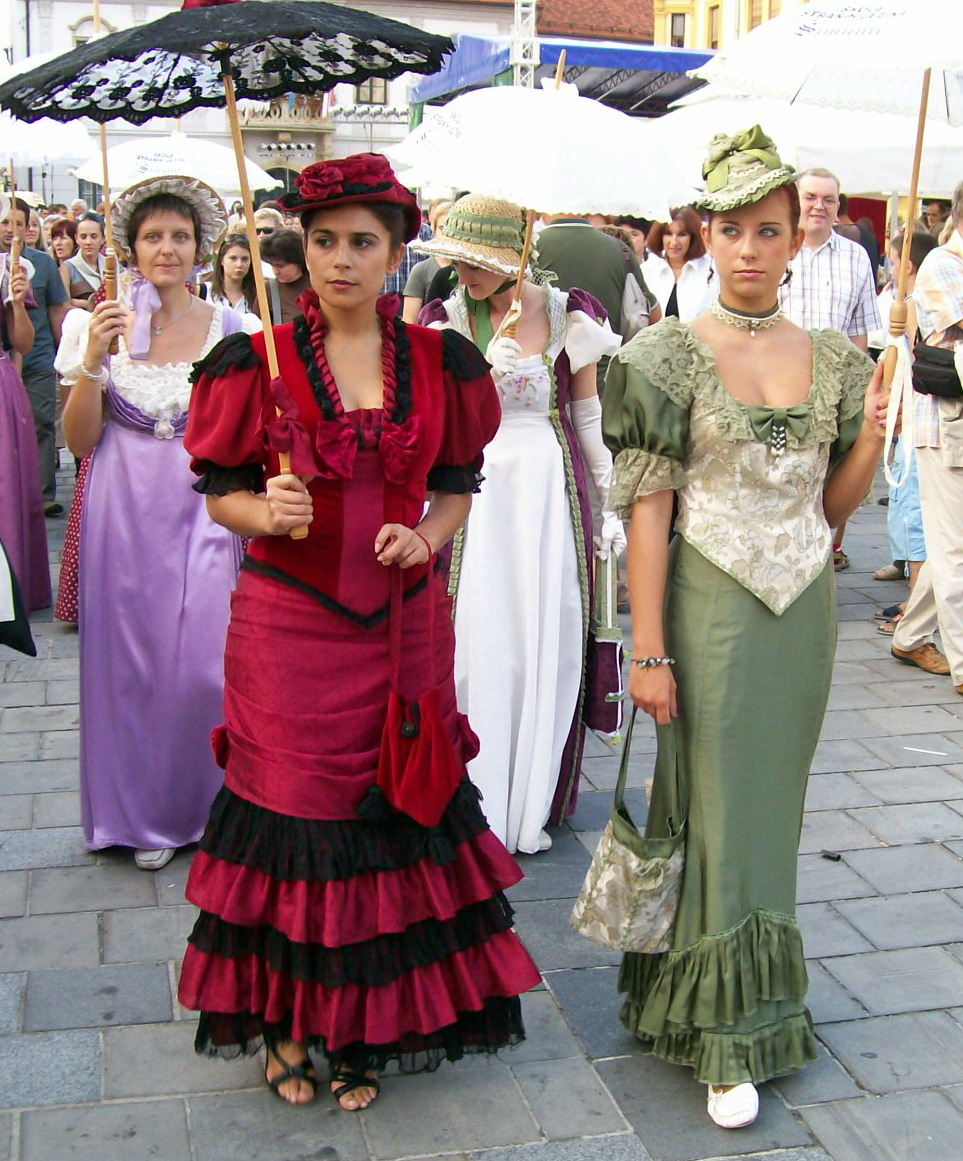

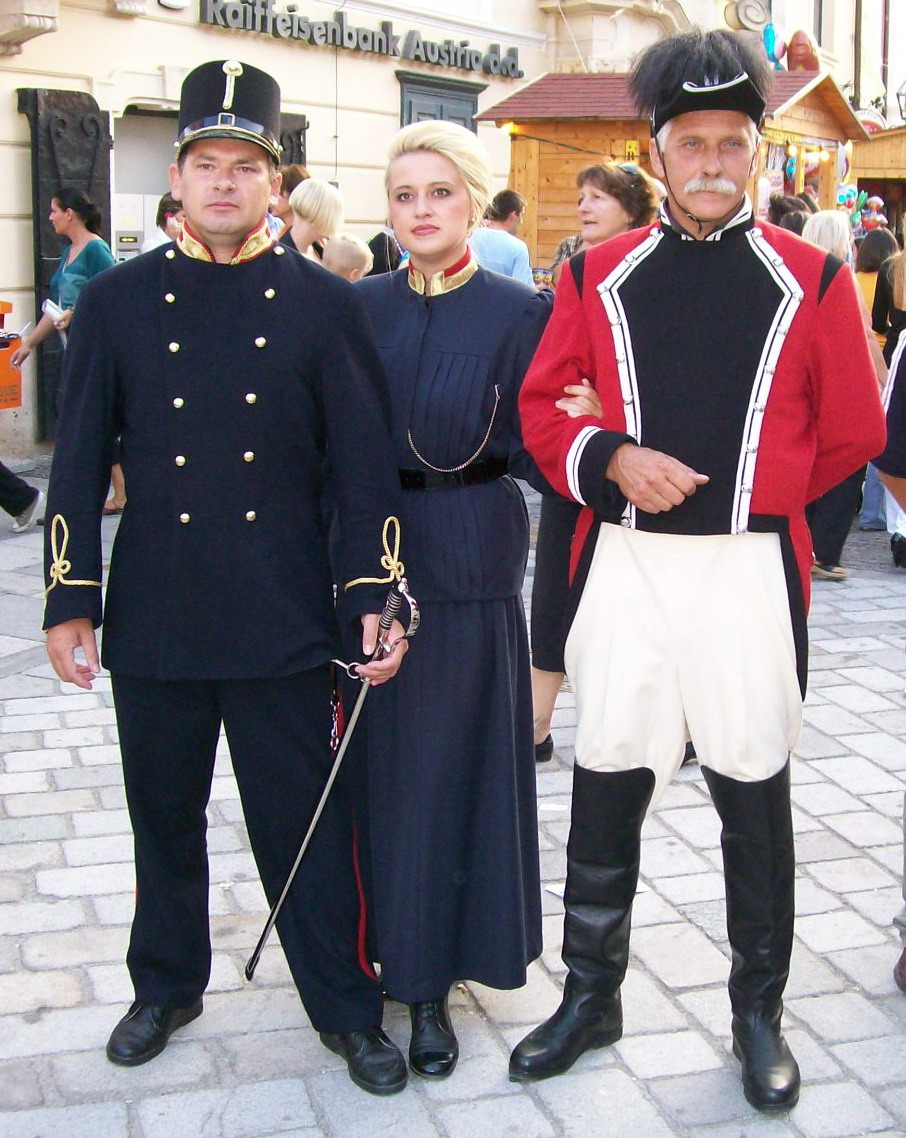

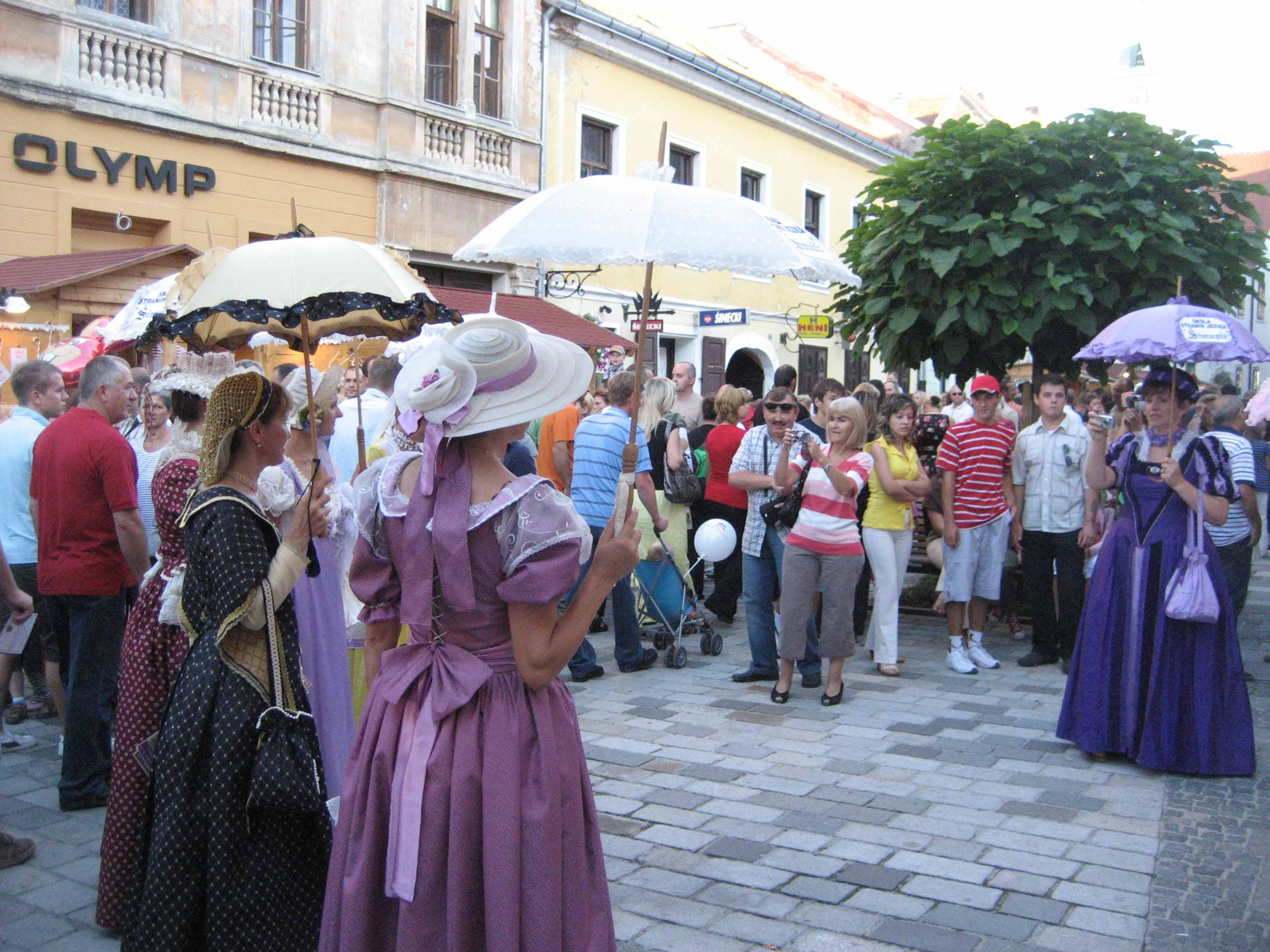

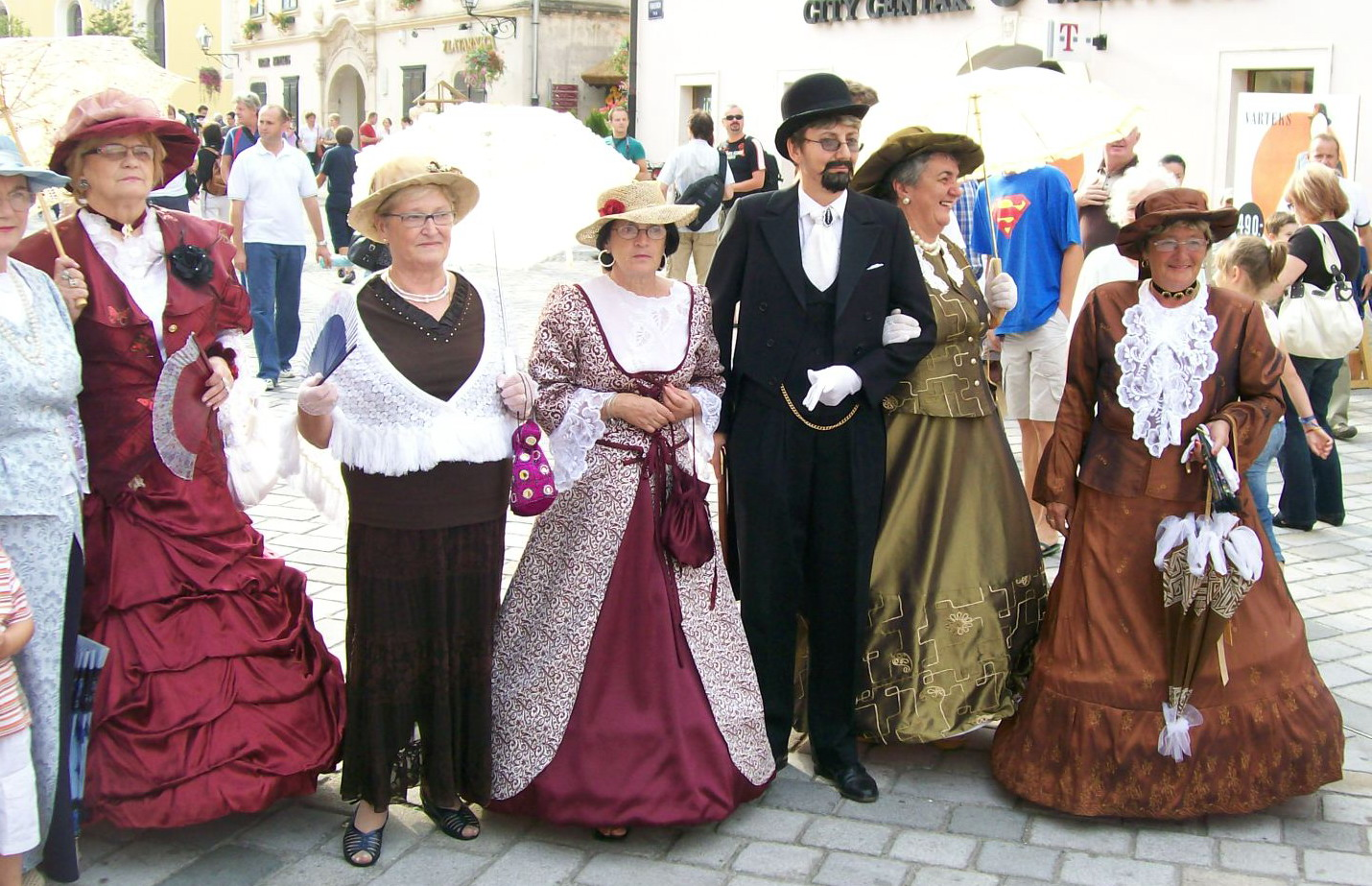

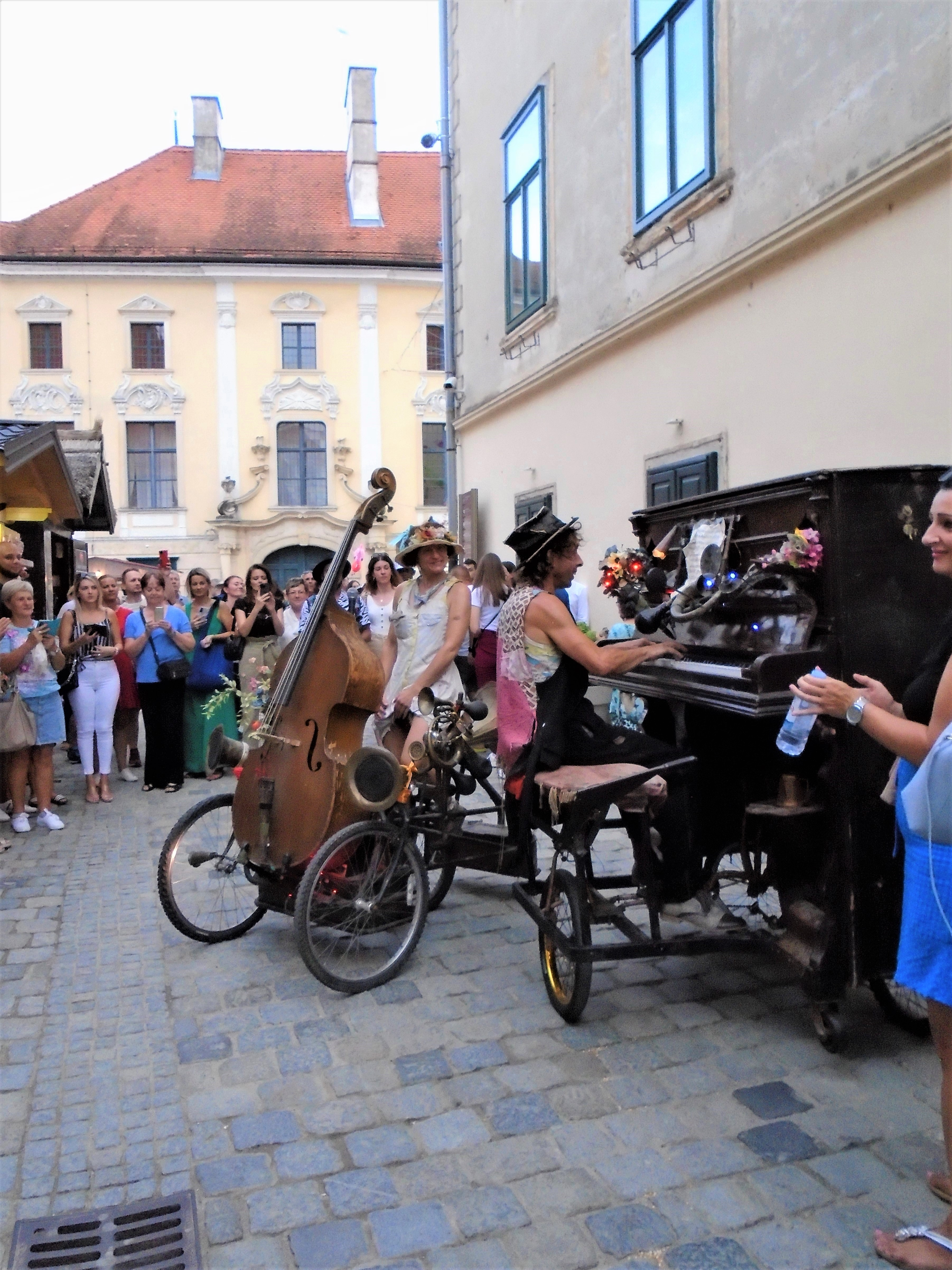
Straßenmusiker

Es gibt ein großes Angebot an Konzerten einheimischer und internationaler Künstler, Vorstellungen, Straßenkunst, Souvenirläden und traditionellem Handwerk (u. a. Tischler, Töpfer, Schmiede).
Das Fest gewann 2003 den Preis Eventum in der Kategorie «Das beste Stadtevent und die beste Straßendekoration».

## Špancirfest 2004
2004 nahmen am Špancirfest 1000 Künstler aus 11 europäischen Ländern mit 120 Programmen teil. Es kamen 100.000 Besucher aus dem Inland und Ausland.

## Špancirfest 2005
Das Špancirfest 2005 lud Künstler aus 5 Kontinenten (Europa, Afrika, Asien, USA und Australien) ein. Das Fest war mit 4 Bühnen ausgestattet, auf denen 150 Programme stattfanden. Es stellten sich 20 traditionelle Handwerksbetriebe aus ganz Kroatien auf den Straßen Varaždins vor.
Das Fest kostete die Organisatoren 2,5 Millionen Euro, wovon 1,5 Millionen Euro für das Programm ausgegeben wurden.

## Špancirfest 2006
Das Špancirfest 2006 umfasste 150 Programme, 709 Künstler aus 16 Ländern (Kroatien, Österreich, Slowenien, Belgien, Jamaika, Ungarn, Deutschland, Cuba, Großbritannien, Spanien, Russland, Ukraine, Finnland, Frankreich, die Niederlande, Portugal) und 5 Bühnen im Zentrum der Stadt.
Künstler, die innerhalb des Rhythmusfestes aufgetreten sind:
- The Unusual Suspects, Schottland
- Kries
- Funtango, Slowenien
- Jarraraja, Slowenien
- Brain Holidays
- Joker
- Hallo
- Meritas
- Svadbas
- Massimo
- Tony Cetinski
- Oliver Dragojević
- Urban & 4
- Pips Chips Videoclips

Statistik des Špancirfestes 2006
- Komödienfest – 6 Komödien
- Hlapecfest – 6 Kindervorstellungen
- Moderatofest – 5 Konzerte
- Jazzfest – 8 Konzerte
- Rhythmusfest – 10 Konzerte
- Straßenfest – 50 Straßenkünstler

## Špancirfest 2007
Beim Špancirfest 2007 traten 1570 Künstler aus 20 Ländern mit 276 Programmen auf. Es wurden 7 Bühnen im Zentrum der Stadt aufgestellt.
Künstler, die innerhalb des Rhythmusfestes aufgetreten sind:
- Darko Rundek & Cargo orkestar
- Kries
- Neno Belan
- Marijan Ban & Fjumens
- Hladno pivo
- Overflow
- Majke
- Partibrejkers, Serbien
- Josipa Lisac
- Gibonni
- Toše Proeski

Am 28. August 2007 haben Kristijan Petrović und Davor Dretar vom Sender VTV den Rekord im Dauermoderieren gebrochen, den bisher der amerikanische Moderator Frank Morano mit seinem Sender Staten Island Community Television in New York hielt. Sie hielten genau 35 Stunden, 16 Minuten und 31 Sekunden aus.
Statistik des Špancirfestes 2007
- Komödienfest – 5 Komödien
- Hlapecfest – 5 Kindervorstellungen
- Moderatofest – 3 Konzerte
- Jazzfest – 2 Konzerte
- Rhythmusfest – 17 Konzerte
- Straßenfest – 60 Straßenkünstler
  - Straßentheater: 18
  - Straßenmusikanten: 42
- Paletafest – 14 Künstler